# Rue Elzévir
La rue Elzévir est située au cœur du quartier du Marais dans le 3e arrondissement de Paris.

## Situation et accès
Elle commence à la rue des Francs-Bourgeois pour rejoindre l'angle de la place de Thorigny et de la rue du Parc-Royal.
La rue Elzévir est desservie à proximité par la ligne 1 à la station Saint-Paul et par la ligne 8 à la station Chemin Vert.

## Origine du nom
Le nom de la rue fait référence aux Elzévir, une famille d'imprimeurs et libraires hollandais du XVIe siècle.

## Historique
La rue est un chemin régularisé en 1545, parmi les voies créées pour desservir le lotissement de la culture Sainte-Catherine.
Cette voie publique est successivement appelée « rue de la Culture-Sainte-Catherine » (1545), « rue de Diane » (1598) - car Diane de Poitiers a habité l'hôtel Barbette, dont les jardins s'étendaient jusqu'à cette rue -, puis « rue des Trois-Pavillons » jusqu'en 1897.
Elle est citée sous le nom de « rue des Trois pavillons » ou « rue de Diane » dans un manuscrit de 1636.

## Bâtiments remarquables et lieux de mémoire
- La veuve du poète Scarron, future madame de Maintenon, habita la rue des Trois-Pavillons en 1668.
- No 5 : emplacement d'un hôtel du début du XVIIe siècle ayant appartenu successivement aux de Durier, de Souvré, Louvois, Tellier ; porte, mascaron au-dessus de la porte[2].
- No 8 : hôtel de Donon. Depuis 1990[3], il abrite le musée Cognacq-Jay, musée municipal de la Ville de Paris présentant une collection d'œuvres et d'objets d'art du XVIIIe siècle issue du legs d'Ernest Cognacq[4].
- No 10 : façade arrière et jardin du Centre culturel suédois se trouvant rue Payenne.
- No 11 bis : la comédienne Silvia Monfort (1923-1991) est née dans cet immeuble, comme le signale une plaque en façade.
- No 14 : construite vers 1660, à l’emplacement d’un jeu de paume, la maison fut, vraisemblablement,  habitée, de 1672 à 1677, par Mme de Sévigné[5] et par sa fille Françoise de Sévigné, comtesse de Grignan[6].

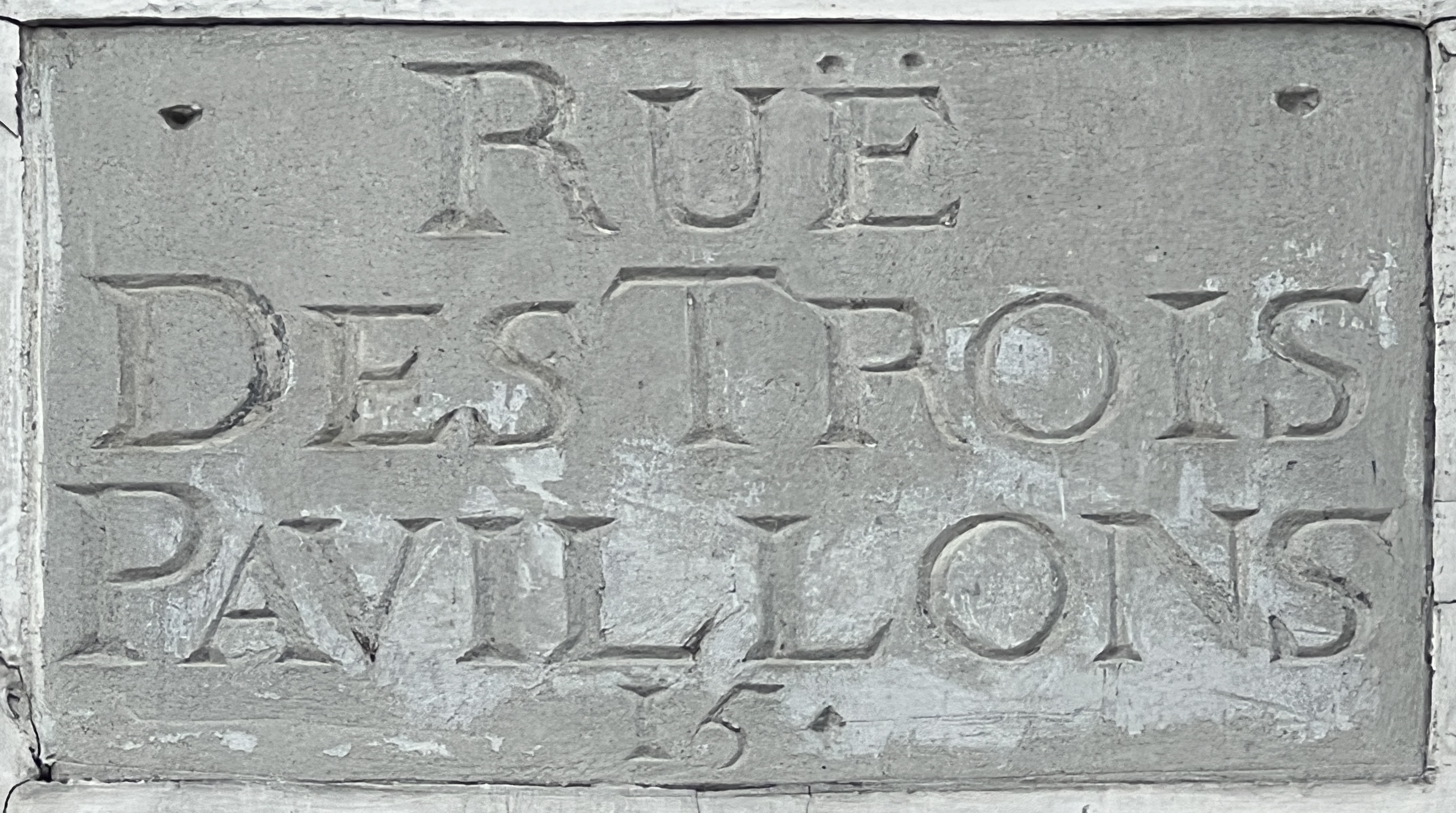
Inscription de la rue des Trois Pavillons.
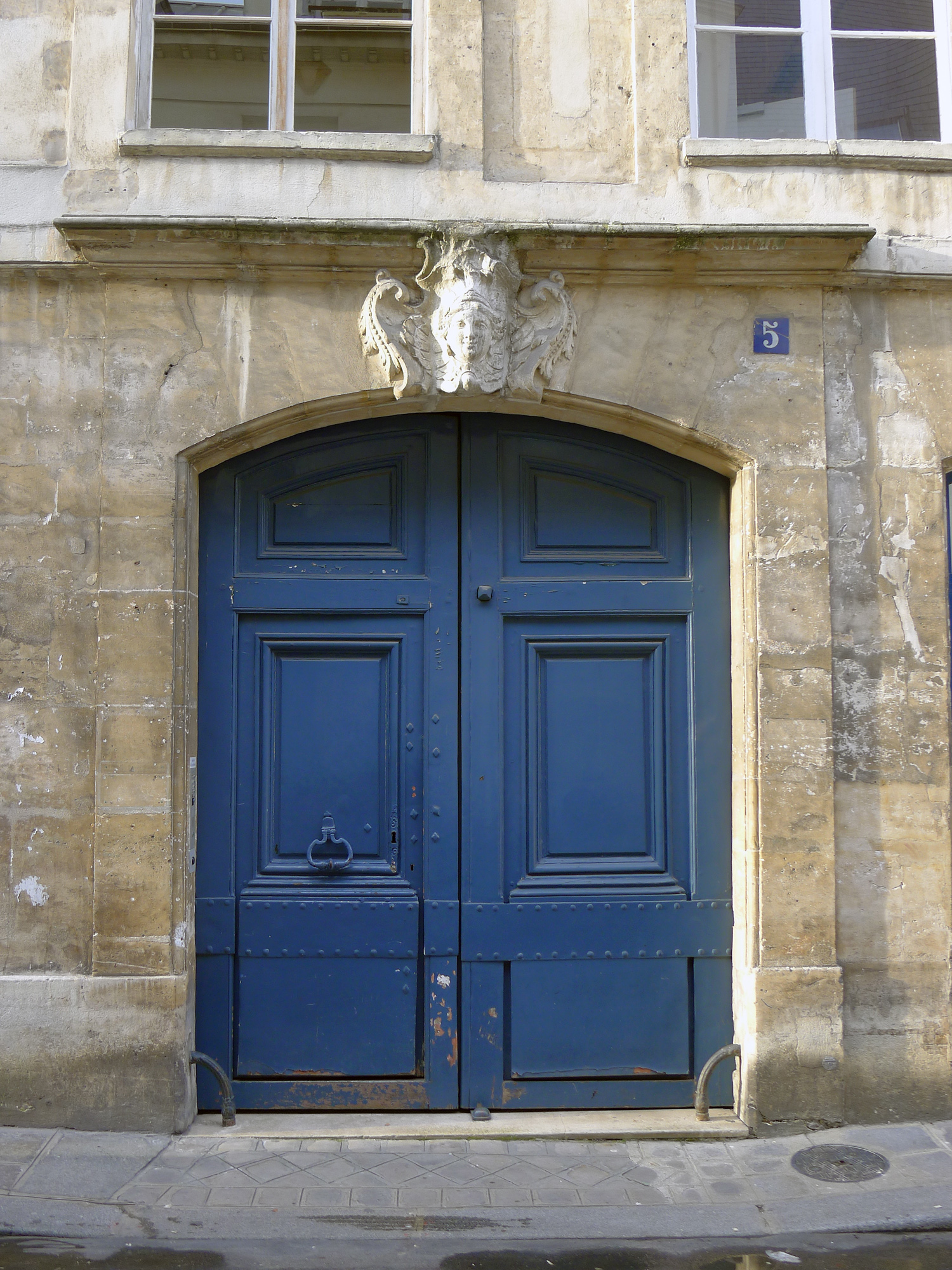
No 5.
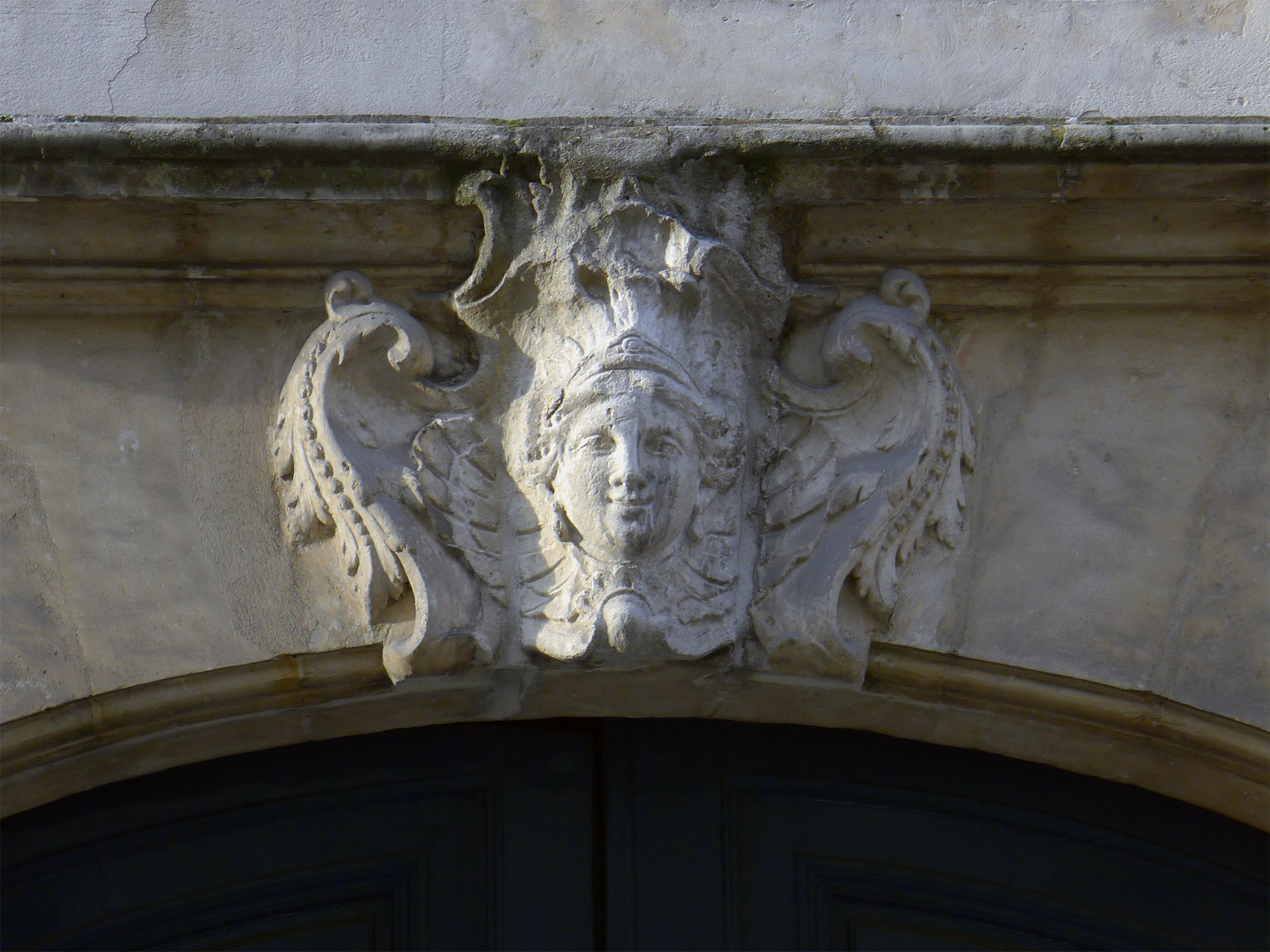
No 5 : mascaron.
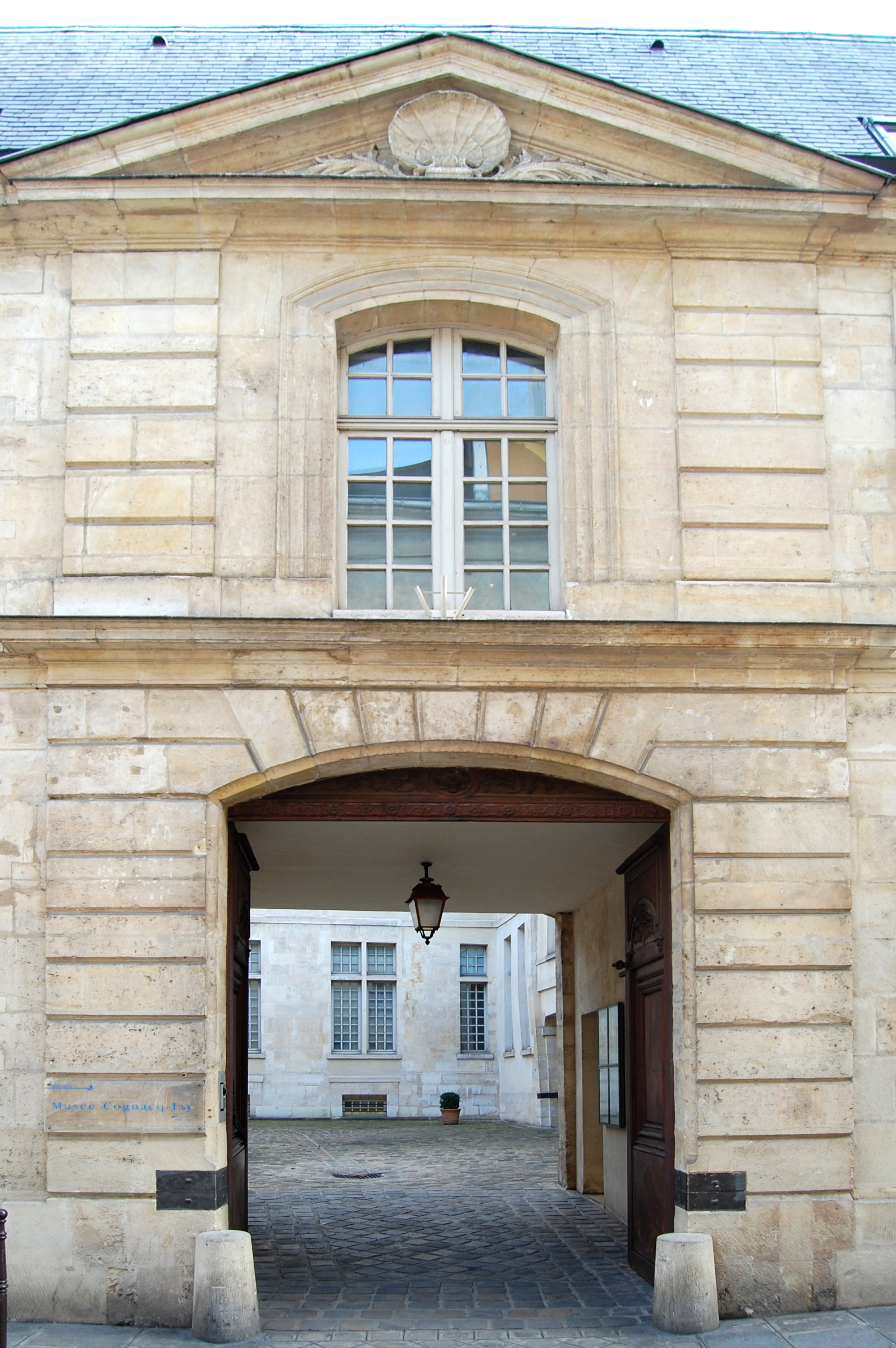
No 8 : entrée de l'hôtel de Donon.
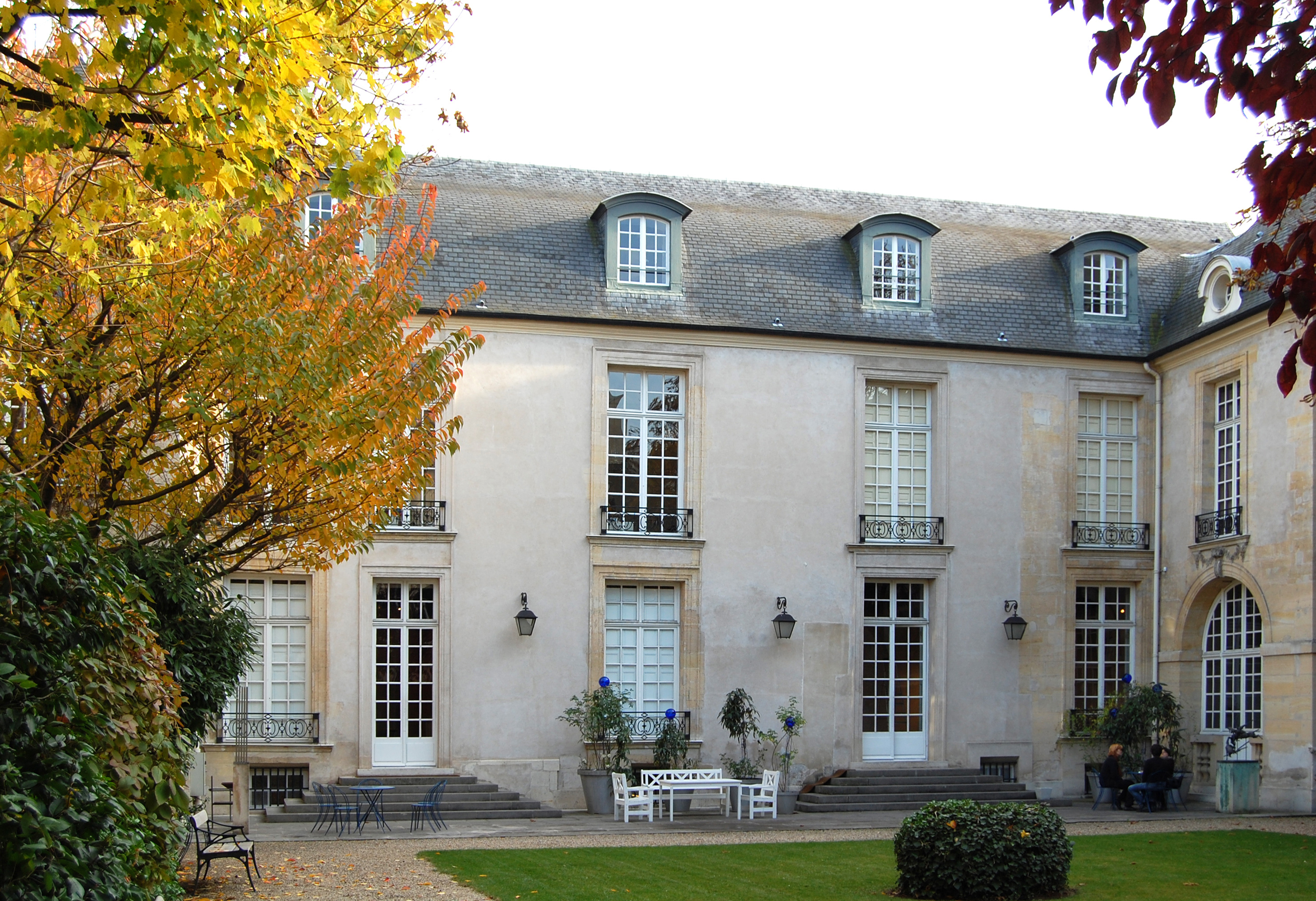
No 10 : hôtel de Marle, côté jardin.
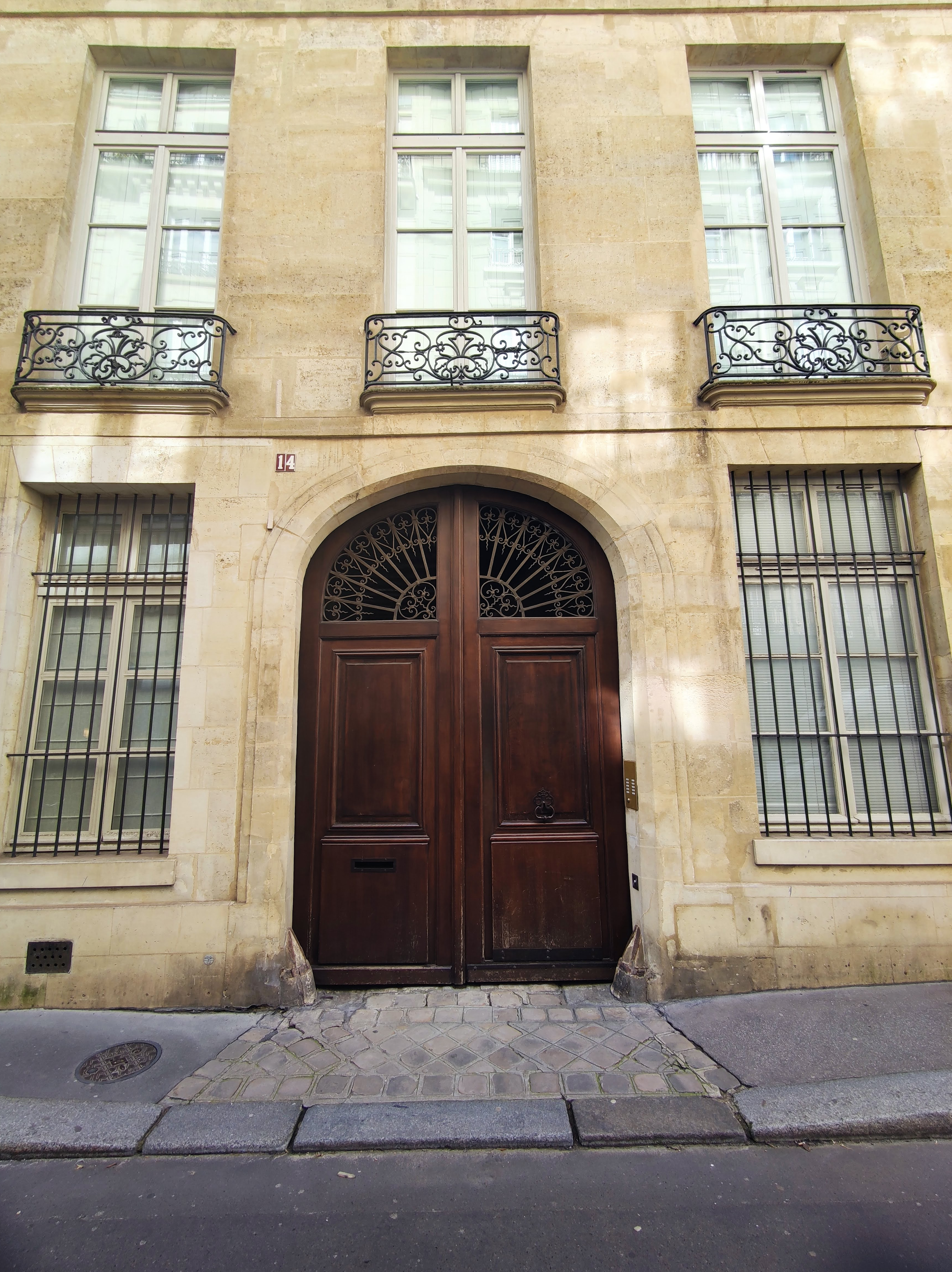
No 14.

## La rue dans la littérature
- Dans Mort à crédit, l'écrivain Louis Ferdinand Céline situe dans la rue l'atelier et la boutique du ciseleur Gorloge chez lequel Ferdinand Bardamu travaillera et connaîtra des déboires variés[7].

## Pour approfondir